# Канноле
Канноле (итал. Cannole) — коммуна в Италии, располагается в регионе Апулия, в провинции Лечче.
Население составляет 1762 человека (2008 г.), плотность населения составляет 88 чел./км². Занимает площадь 20 км². Почтовый индекс — 73020. Телефонный код — 0836.
Покровителем населённого пункта считается святой San Vincenzo Ferreri.

## Демография
Динамика населения:

## Администрация коммуны
- Официальный сайт: http://www.comune.cannole.le.it/